# Пепеляев, Алексей Геннадьевич
Алексе́й Генна́дьевич Пепеля́ев (род. 16 июня 1984, Барнаул, СССР) — российский хоккеист, защитник. Двукратный обладатель «Братины». Тренер.

## Карьера
Выступал за новокузнецкий «Металлург», «Мотор», «Крылья Советов», «Ладу», «Автомобилист» и «Мечел». В 2008 году перешёл в «Югру», с которой два раза подряд выиграл Высшую лигу. 11 декабря 2014 года перешёл в клуб КХЛ «Торпедо» в результате обмена. В декабре 2016 года заключил соглашение с ХК «Сочи». В сезоне 2019/20 выступал за клуб «Хумо» из Ташкент.

## Статистика
| Легенда | Легенда                    | Легенда | Легенда                   | Легенда | Легенда    |
| ------- | -------------------------- | ------- | ------------------------- | ------- | ---------- |
| И       | Количество проведённых игр | Штр     | Штрафное время            | +/−     | Плюс-минус |
| Г       | Голы                       | П       | Голевые передачи          | О       | Очки       |
| -       | Статистика неизвестна      | —       | Статистика не учитывалась |         |            |

### Клубная карьера
по состоянию на 13.03.2018

- a В «Плей-офф» учитывается статистика игрока в Кубке Надежды.

## Достижения

### Командные
Россия
| Год        | Команда | Достижение               | Достижение |
| ---------- | ------- | ------------------------ | ---------- |
| 2009, 2010 | Югра    | Обладатель «Братины» (2) |            |